# Billie Jean King Cup 2024 play-offs Wereldgroep
De Billie Jean King Cup 2024 play-offs Wereldgroep vormden een naspel van de Billie Jean King Cup 2024, waarin promotie en degradatie tussen enerzijds de Wereldgroep en anderzijds de regionale zones werden bevochten. De wedstrijden werden gespeeld op vrijdag 15, zaterdag 16 en zondag 17 november 2024.

## Reglement
De acht verliezende teams van de kwalificatieronde Wereldgroep en acht, door het ITF BJK Cup comité aangewezen, winnaars uit de drie regionale zonegroepen 1 nemen aan dit naspel deel. De acht landen met de hoogste positie op de ITF BJK Cup Nations Ranking worden geplaatst. Tegen welk land zij spelen, wordt door loting bepaald. Welk land thuis speelt, hangt af van hun vorige ontmoeting (om de andere), dan wel wordt door loting bepaald als zij niet eerder tegen elkaar speelden. Een landenwedstrijd bestaat uit (maximaal) vijf "rubbers": vier enkelspelpartijen en een dubbelspelpartij. Het land dat drie "rubbers" wint, is de winnaar van de landenwedstrijd. De acht winnende landen plaatsen zich voor de kwalificatieronde Wereldgroep in het jaar erop. De acht verliezende landen zullen in het volgend jaar deelnemen in groep 1 van hun regionale zone.

## Deelnemers
In 2024 namen de volgende zestien landen deel aan de play-offs Wereldgroep:
geplaatst
1. Zwitserland (verloor van Polen in de kwalificatieronde)
2. Kazachstan (verloor van Japan in de kwalificatieronde)
3. Frankrijk (verloor van het Verenigd Koninkrijk in de kwalificatieronde)
4. Slovenië (verloor van Slowakije in de kwalificatieronde)
5. België (verloor van de Verenigde Staten in de kwalificatieronde)
6. Oekraïne (verloor van Roemenië in de kwalificatieronde)
7. Brazilië (verloor van Duitsland in de kwalificatieronde)
8. Mexico (verloor van Australië in de kwalificatieronde)

geloot
- Servië (werd #3 in de Europees/Afrikaanse zone)
- Zuid-Korea (werd #2 in de Aziatisch/Oceanische zone)
- Colombia (werd #1=2 in de Amerikaanse zone)
- Nederland (werd #1 in de Europees/Afrikaanse zone)
- China (werd #1 in de Aziatisch/Oceanische zone)
- Oostenrijk (werd #2 in de Europees/Afrikaanse zone)
- Argentinië (werd #1=2 in de Amerikaanse zone)
- Denemarken (werd #4 in de Europees/Afrikaanse zone)

## Plaatsing, loting en uitslagen
| locatie       | ondergrond    | thuisspelend land | uitslag | uitspelend land |
| ------------- | ------------- | ----------------- | ------- | --------------- |
| Biel/Bienne   | hardcourt (i) | Zwitserland (1)   | 4–0     | Servië          |
| Astana        | hardcourt (i) | Kazachstan (2)    | 3–1     | Zuid-Korea      |
| Bogotá        | gravel        | Colombia          | 3–2     | Frankrijk (3)   |
| Velenje       | gravel (i)    | Slovenië (4)      | 1–3     | Nederland       |
| Guangzhou     | hardcourt     | China             | 3–2     | België (5)      |
| McKinney (VS) | hardcourt (i) | Oekraïne (6)      | 3–2     | Oostenrijk      |
| São Paulo     | gravel (i)    | Brazilië (7)      | 3–2     | Argentinië      |
| Farum         | hardcourt (i) | Denemarken        | 3–2     | Mexico (8)      |

### Vervolg
- Brazilië, Kazachstan, Oekraïne en Zwitserland handhaafden hun niveau, en bleven in de Wereldgroep.
- China, Colombia, Denemarken en Nederland promoveerden van hun regionale zone in 2024 naar de Wereldgroep in 2025.
- Argentinië, Oostenrijk, Servië en Zuid-Korea wisten niet te ontstijgen aan hun regionale zone.
- België, Frankrijk, Mexico en Slovenië degradeerden van de Wereldgroep in 2024 naar hun regionale zone in 2025.